# Giuseppe Panza
Giuseppe Panza di Biumo (Milano, 23 marzo 1923 – Milano, 24 aprile 2010) è stato un collezionista d'arte italiano, fra i più importanti dell'arte contemporanea della seconda metà del Novecento. Dal 1955 al 2010 ha creato una raccolta di oltre duemilacinquecento opere di arte informale, espressionismo astratto, pop art, minimalismo, arte concettuale, arte ambientale, arte organica e arte monocroma, esposta in alcuni dei principali musei d’arte contemporanea del mondo. Villa Menafoglio Litta Panza a Varese, la casa nella quale ha vissuto per gran parte della sua vita e creato la collezione, è uno degli esempi più coerenti della sua visione estetica e museografica come equilibrio tra architettura e arredi antichi e opere d’arte contemporanea.

## Biografia
Giuseppe Panza nasce a Milano da Maria Mantegazza ed Ernesto Panza, facoltoso commerciante vinicolo (l'azienda di famiglia era stata fondata nel Monferrato dal nonno Alessandro). Nel 1935 Ernesto Panza acquista Villa Menafoglio Litta a Varese, poi scelto da Giuseppe come luogo ideale per ospitare la sua collezione di arte contemporanea. Cinque anni dopo, nel 1940, re Vittorio Emanuele III eleva la famiglia al rango nobiliare, col titolo di conti di Biumo, dal nome del rione varesino in cui sorge la predetta villa.
Nel 1948 Ernesto Panza muore lasciando ai figli l'azienda, beni immobili e aree fabbricabili. La ditta paterna viene liquidata a causa di una crisi nel commercio e Giuseppe, laureatosi in giurisprudenza con una tesi sulla filosofia del diritto, si dedica alla possibilità di nuovi investimenti per valorizzare l'eredità immobiliare paterna. Nel 1954 parte per New York e da qui intraprende un viaggio attraverso l'America settentrionale fino a Los Angeles che avrà forte influenza sull'elaborazione del suo gusto estetico.
Al suo ritorno a Milano, nel 1955, sposa Rosa Giovanna Magnifico e si trasferisce con lei nella casa in corso di Porta Romana. Partendo da un capitale ridotto, Giuseppe Panza e la moglie cominciano a collezionare opere d'arte per la loro casa di Milano. La peculiarità del metodo collezionistico di Giuseppe Panza è la capacità di identificare una scelta ristretta di artisti e un'acquisizione il più ampia possibile dei loro lavori per permettere una ricerca in profondità più che una visione panoramica, sostenendoli attivamente nella produzione delle opere.
La raccolta di Giuseppe Panza si sviluppa secondo una visione estetica idealista ed hegeliana dell'arte che si traduce nella scelta di opere prevalentemente astratte e minimaliste in grado di permettere al fruitore di accedere alla dimensione dell'infinito e dell'assoluto attraverso la struttura finita dell'opera. L'evoluzione estetica del collezionista prende avvio dal valore espresso dall'opera d'arte come oggetto all'opera d'arte come ambiente, equilibrio architettonico unitario che permetta la discesa in sé stessi e attivi il meccanismo della percezione.
Vero e proprio mecenate per gli artisti che ha sostenuto e incoraggiato secondo una precisa visione estetica e pioniere nella scelta di movimenti artistici al loro nascere, che solo diversi anni dopo hanno ricevuto la consacrazione da parte di critica e pubblico, Giuseppe Panza ha fortemente influenzato gli sviluppi della Storia dell'arte, il gusto collezionistico e la visione museografica in Italia e nel mondo. A partire dagli anni settanta, la scelta di donare o vendere la collezione per nuclei compatti ad alcuni dei più grandi musei internazionali, per permetterne una fruizione pubblica, ha specializzato e precisato l'identità di alcune delle più grandi istituzioni culturali del mondo come il Museum of Contemporary Art di Los Angeles e il Solomon Guggenheim di New York.

## Collezioni

### Prima collezione: dall'Informale europeo alla pop art (1955-1965)
Fortemente ispirato dal viaggio negli Stati Uniti del 1954, Giuseppe Panza muove i primi passi nel mondo del collezionismo a Milano nel 1955, visitando le gallerie e appoggiandosi ai critici che ritiene più sensibili agli sviluppi di un'arte nuova: attraverso Guido Le Noci della Galleria Apollinaire, dal quale acquista alcune opere di Atanasio Soldati e Gino Meloni, le prime ad entrare nella collezione, conosce Pierre Restany, critico d'arte francese e fondatore del movimento del Nouveau Réalisme, che alla Galleria Stadler lo introduce all'Informale europeo di Antoni Tàpies e Jean Fautrier.
Giuseppe Panza scopre sulla rivista pubblicata dall'IRI “La civiltà delle macchine” le opere di Franz Kline e dell'Espressionismo astratto americano, che acquista attraverso il gallerista Sidney Janis di New York; alla Galleria Blu di Peppino Palazzoli acquista un importante nucleo di opere di Mark Rothko. Nel 1958 conosce, tramite John Cage, l'artista Robert Rauschenberg, con il quale sviluppa un legame molto intenso, e i galleristi Leo Castelli, Ileana Sonnabend e Richard Bellamy: nelle loro gallerie di New York acquista tra il 1958 e il 1962 le opere pop di James Rosenquist, Claes Oldenburg e George Segal, che espone, con attenzione museografica per gli ambienti, nella casa di Milano e nella Villa Menafoglio Litta Panza a Varese.

### Seconda collezione: arte minimal, concettuale e ambientale (1966-1976)
Giuseppe Panza riprende gli acquisti nel 1966 con un nuovo orientamento verso l'arte minimal e la light art: conosce l'opera di Dan Flavin alla Galleria di Gian Enzo Sperone e ne diventa uno dei principali collezionisti. Il nucleo di arte minimalista della collezione si arricchisce con l'acquisto delle opere di Robert Morris, Donald Judd, Bruce Nauman, Carl Andre, Richard Serra, Jene Highstein. Dal 1968 l'acquisto delle opere di Joseph Kosuth, Lawrence Weiner, Sol LeWitt e On Kawara, Seth Siegelaub, Roman Opalka, Douglas Huebler, Cioni Carpi e Vincenzo Agnetti crea una collezione di arte concettuale nel momento stesso in cui il movimento si sta formando.
Dai primi anni settanta Panza acquista le opere di pittura minimalista americana di Robert Ryman, Brice Marden e Robert Mangold. La Villa di Varese si rende in questi anni “relativa” alle opere: vengono studiati all'interno di essa veri e propri percorsi di arte ambientale. Dopo aver visto i primi “dischi” di Robert Irwin alla Galleria Sonnabend di Parigi e alla Pace Gallery di New York, Giuseppe Panza parte per la California e acquista le opere di arte ambientale di Robert Irwin, James Turrell, Maria Nordman, allestite nei Rustici di Villa Panza tra il 1973 e il 1976, Eric Orr, Larry Bell e Douglas Wheeler.

### Terza collezione: arte organica, arte dei piccoli oggetti e arte monocroma (1987-2010)
La collezione riprende nel 1987 dopo una pausa negli acquisti molto lunga e apre tre nuove linee di ricerca: l'arte organica di Martin Puryear, Peter Shelton, Ross Rudel, Allan Graham, Meg Webster, Christiane Loehr, Emil Lukas, l'arte dei piccoli oggetti di Stuart Arends e Barry X Ball, Jonathan Seliger, David Goerk, Robert Tiemann, Carole Seborovski e Ron Griffin e infine l'arte del monocromo di David Simpson, Phil Sims, Anne Appleby, Winston Roeth, John Mc Cracken, Ruth Ann Fredenthal, Ettore Spalletti, Alfonso Fratteggiani Bianchi, Roy Thurston, Michel Rouillard, Sonia Costantini, Timothy Litzman, Rudolph De Crignis e Lies Kraal.
Negli stessi anni acquista i lavori di Lawrence Carroll, Max Cole, Ford Beckman, Roni Horn, Franco Vimercati, Hanne Darboven, Hamish Fulton, Allan Graham, Gregory Mahoney, Julia Mangold, Maurizio Mochetti, Richard Nonas, Thomas Schutte, Peter Shelton, Jan Vercruysse, Ian Wilson e Sean Shanahan. Parallelamente alle raccolte di arte, Giuseppe Panza dà vita a una collezione di Arte Primaria, sculture provenienti dall'Africa e dal Messico precolombiano, e a una raccolta di teschi del XVII secolo, nel comune intento di proporre nuovi modelli estetici e ampliare la capacità di comprensione del diverso.

## Collezione Panza nei musei
All'inizio degli anni settanta, la collezione Panza si presenta come un insieme molto vasto di opere: si manifesta così la necessità di trovare delle sedi espositive, con l'intento di non disperdere la collezione ma di suddividerla per nuclei compatti. Falliti i tentativi di ospitare in modo permanente la collezione nei musei tedeschi di Münchengladbach e Düsseldorf e in alcune sedi storiche in Italia (Villa Scheibler, Cascina Taverna e Palazzo Reale a Milano, Villa Medicea di Poggio a Caiano, al Castello di Rivoli a Torino, a Villa Doria Pamphilj a Roma, al Castello di Vigevano e all'Arsenale di Venezia), nel 1984 Giuseppe Panza vende al Museum of Contemporary Art di Los Angeles ottanta pezzi della prima collezione e nel 1990 dona allo stesso museo settanta opere di dieci artisti Los Angeles-based.
Il Solomon Guggenheim Museum di New York acquista nel 1990 duecentodue opere di pittura e scultura minimal degli anni sessanta e settanta, e due anni più tardi la Fondazione Guggenheim riceve in donazione centocinquanta opere e un prestito per trecentotrenta opere minimal, concettuali e ambientali. Il pacchetto di acquisizioni comprende anche una serie di opere site-specific create appositamente per Villa Menafoglio Litta Panza a Varese e tuttora collocate nella sede originaria: per tali opere viene ideata nel 1994 la formula del prestito permanente al Fondo per l'Ambiente Italiano permettendo alle opere di rimanere a Varese, nel luogo in cui la loro integrità estetica e concettuale possa mantenere la stretta sintonia con l'ambiente circostante. Nel 1994 Giuseppe Panza dona duecento opere di arte organica e monocromatica al Museo Cantonale d’Arte di Lugano; del 1996 è la donazione di Villa Panza a Biumo Superiore al Fondo Ambiente Italiano, comprensiva della collezione di centotrentasette opere d'arte contemporanea, gli arredi e la collezione di arte africana, l'architettura ed il parco.
Nel 2007 l'Albright-Knox Collection di Buffalo acquista settantuno opere, e nel 2008 Giuseppe Panza vende all'Hirshhorn Museum and Sculpture Garden di Washington un nucleo di trentanove opere concettuali, minimal e ambientali. Nel 2010 il San Francisco Museum of Modern Art acquista venticinque lavori di arte minimal e concettuale.
Alcuni nuclei della collezione Panza sono inoltre stati concessi in comodato temporaneo, alcuni ancora attivi, altri già terminati, per essere esposti in edifici storici in Italia: Palazzo Ducale di Gubbio, Palazzo della Gran Guardia di Verona, Palazzo Ducale di Sassuolo, MART di Rovereto, Università Bocconi e Museo San Fedele di Milano.

## Pubblicazioni
(lista incompleta)
- Ricordi di un collezionista di Giuseppe Panza, Jaca Book, Milano 2006

Attraverso i ritratti degli artisti che Giuseppe Panza ha conosciuto e raccolto quest'autobiografia, insieme ai ricordi personali, illustra un'ampia panoramica dell'arte americana della seconda metà del Novecento.
Altre pubblicazioni: